# Directors Guild of America
La Directors Guild of America (DGA) è una corporazione di registi cinematografici e televisivi statunitensi.
Fondata come Screen Directors Guild nel 1936, ha assunto l'attuale denominazione nel 1960.
Nel 2005 ha raggiunto i 13.000 membri.
La DGA assegna annualmente i Directors Guild of America Awards, che sono un'attendibile anticipazione del Premio Oscar per la miglior regia (in oltre mezzo secolo, solo una mezza dozzina di volte il vincitore del DGA Awards non è stato confermato all'Oscar).

## Storia
Nata nel 1936 come Screen Directors Guild, la SDG, a sua volta, derivava dall'originale organizzazione non-profit fondata a Los Angeles il 18 luglio 1915 con il nome Motion Picture Directors Association. I soci fondatori della MPDA furono trentasei registi, tra cui John Ford e Maurice Tourneur.
Lo statuto della MPDA stabiliva di:
1. Mantenere l'onore e la dignità della professione dei registi cinematografici
2. Coltivare ed esercitare ogni influenza per migliorare il morale, la condizione sociale e intellettuale delle persone legate all'industria cinematografica
3. Coltivare i rapporti sociali tra i membri
4. Aiutare e assistere tutti i membri in difficoltà, le loro mogli, le vedove e gli orfani

L'anno seguente, i membri MPDA aiutarono i loro colleghi di New York a fondare una loro associazione, ufficialmente costituita nel 1917 della quale il primo presidente fu Allan Dwan. Lois Weber (1879-1939) fu l'unica donna ammessa ad aderire all'associazione.
L'organizzazione è durata fino al 1936 quando i membri del MPDA contribuirono a creare il sindacato Screen Directors Guild.

## Soci Fondatori MPDA
- William C. deMille
- Allan Dwan
- John Ford
- Charles Giblyn
- Joe De Grasse
- Eddie Lyons
- Harry L. Franklin
- George Melford
- Sidney Olcott
- William Desmond Taylor
- Maurice Tourneur
- Laurence Trimble

## Presidenti DGA
- 1936-1938: King Vidor
- 1939-1941: Frank Capra
- 1941-1943: George Stevens
- 1943-1944: Mark Sandrich
- 1944-1946: John Cromwell
- 1948-1950: George Marshall
- 1950-1951: Joseph L. Mankiewicz
- 1951-1959: George Sidney
- 1960-1961: Frank Capra
- 1961-1967: George Sidney
- 1967-1971: Delbert Mann
- 1971-1975: Robert Wise
- 1975-1979: Robert Aldrich
- 1979-1981: George Schaefer
- 1981-1983: Jud Taylor
- 1983-1987: Gilbert Cates
- 1987-1989: Franklin J. Schaffner
- 1993-1997: Gene Reynolds
- 1997-2002: Jack Shea
- 2002-2003: Martha Coolidge
- 2003-2009: Michael Apted
- 2009-2013: Taylor Hackford
- 2013-2017: Paris Barclay
- 2017-2021: Thomas Schlamme
- 2021-in carica: Lesli Linka Glatter